# Astra 28,2°O
Astra 28,2°O (of Astra 2) is de satellietpositie 28,2 graden oosterlengte op de geostationaire baan rond de Aarde. Vanaf deze positie zendt een aantal omroepsatellieten van de onderneming SES S.A. radio- en televisieprogramma's uit naar het Verenigd Koninkrijk en Ierland. De programma's zijn echter ook te ontvangen in Nederland en België.
Via deze satellietpositie zijn onder andere vele Britse publieke en private omroepen vrij te ontvangen in hoge definitie. Te ontvangen zijn onder andere BBC One, BBC Two, BBC News Channel, ITV, Channel 4 en Channel 5.